# Moncho Monsalve
José Manuel Monsalve Fernández (Medina del Campo (Valladolid), España, 1 de enero de 1945) es un entrenador español de baloncesto.

## Trayectoria como jugador
Donostiarra de adopción, fue captado para el mundo del baloncesto por Antonio Díaz Miguel y Xabier Añua en los San Fermines del año 1962. Fue jugador del Real Madrid y la selección española (65 veces internacional con la selección absoluta), Monsalve finalizó su etapa de jugador en 1972 por sus maltrechas rodillas.

## Trayectoria como entrenador
Inició su carrera como técnico en 1972 en el Mataró de Barcelona. Dirigió a otros clubes españoles como el FC Barcelona, CB Zaragoza, CB Murcia, CB Málaga, OAR Ferrol, CB Hospitalet, Basket Mestre, Club Deportivo Oximesa de Granada, Náutico Tenerife, Castilla Valladolid, Cantabria Lobos y Balneario de Archena. 
Ha dirigido a Selecciones como la de Marruecos, República Dominicana y Brasil; técnico de la Federación Española de Baloncesto donde llegó a dirigir a la Selección B Promesas o comentarista de televisión.
Formó parte del Gabinete Técnico de la Federación Española de Baloncesto.
Hasta 2010 era el entrenador de la Selección de baloncesto de Brasil a la que no pudo clasificar para los JJ. OO. de Pekín, al caer eliminada en el Preolímpico de Atenas. El logro más reciente de Monsalve fue clasificar a la selección absoluta de Brasil, a la que dirigió entre 2007 y 2009, para el Mundial de Turquía 2010. Precisamente en 2009, Monsalve conquistaba la medalla de Oro en el Torneo de las Américas, lo que le daba el billete para la cita mundialista.
En diciembre de 2010 fue reconocida su trayectoria con el premio Raimundo Saporta en honor a su trayectoria por la Asociación Española de Entrenadores (AEEB).
En febrero de 2011 firma con el Club Sameji de Santiago de la República Dominicana para dirigir al equipo en el Torneo Superior de Santiago, pero renunció como técnico de Sameji tras sufrir su tercera derrota en el XXXI Torneo de Baloncesto Superior de Santiago y los motivos que apuntó fueron el estado de salud de su madre y de su suegra además del suyo propio.
Fue entrenador en la cantera del UCAM Murcia en el equipo de la categoría Junior (Junior A).
El viernes 21 de septiembre de 2012 le dio un infarto en pleno partido, del que se pudo recuperar.

## Palmarés
- 3 Ligas Españolas: 1964, 1965, 1966.
- 3 Copas del Generalísimo: 1965, 1966, 1967.
- 3 Copas de Europa: 1964, 1965, 1967.
- Hall of Fame del Baloncesto Español (2024)